# André Favine

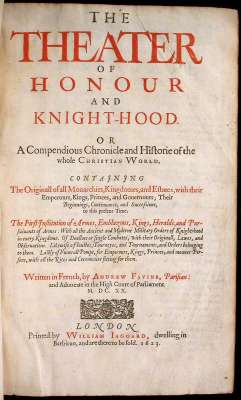

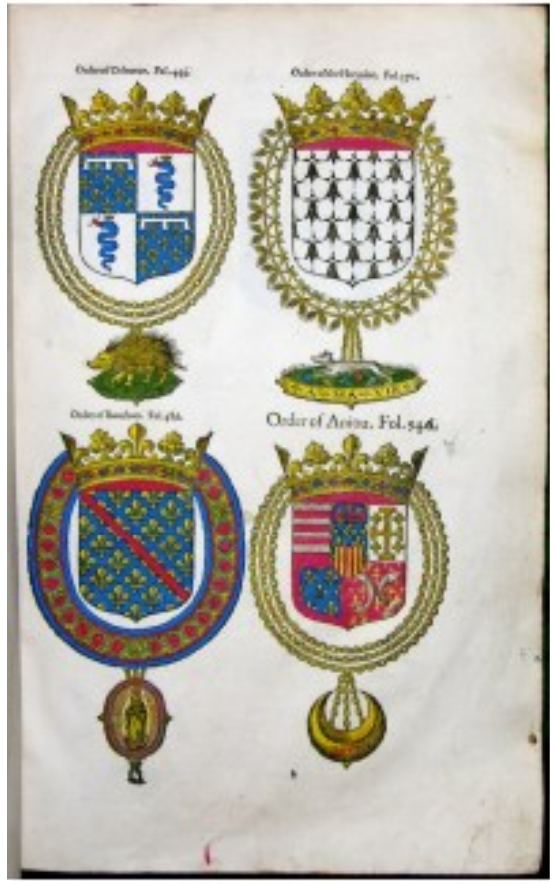

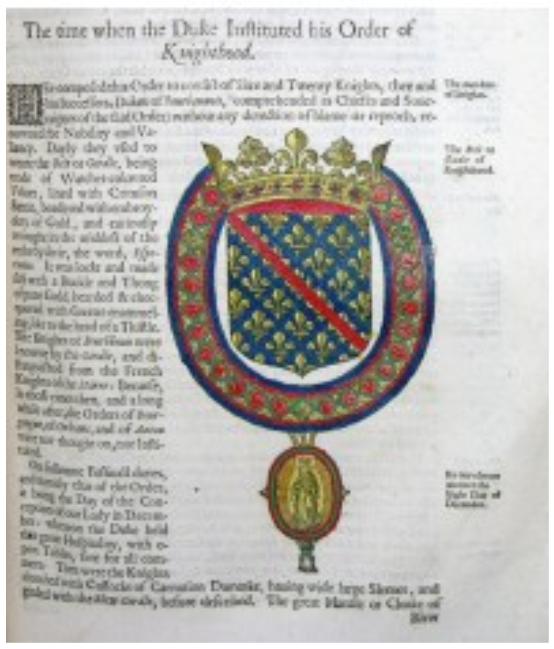

André Favine 17. századi francia történetíró, heraldikus, a párizsi parlament legfelső bíróságának ügyvédje, korának ismert katolikus történésze volt. A neve előfordul Andrew Favine, André Favyn alakban is. Valószínűleg Étienne Pasquier (1529 - 1615) társa volt a párizsi ügyvédi testületben.

## Munkássága
Heraldikai vonatkozású műve 1620-ban jelent meg Párizsban Le Théâtre d’honneur et de Chevalerie… címmel. Angol fordítása: The Theater of Honour and Knighthood (London, 1623). William Jaggard, Shakespeare kiadója szerkesztette és nyomtatta, ugyanabban az évben, amikor Shakespeare első kötetét (First Folio) is kiadta. Mindkét mű ugyanazon emblematikus fejléceket és rézmetszeteket tartalmazza. Címeres címlapját John Ludford készítette. (Shakespeare ún. nagy First Folio című kötetét, mely történeti drámákat, komédiákat és tragédiákat tartalmazott, William Jaggard és fia Isaac adta ki. Jaggard valószínűleg ezzel a művel akarta igazolni kiadói képességeit, mert Shakespeare-kiadásában számos nyomdatechnikai hiba volt, melytől azonban Favine-kiadása sem mentes, például a lapszámozásál. 1619-ben Jaggard adta ki Ralph Brooke A Catalogue of the Succession of Kings című kötetét is.)
Favine műve Európa egyházi és világi lovagrendjeinek hatalmas összefoglalása. Foglalkozik a címerek, pajzsok eredetével, leírásával, felsorolja a különféle rangjelölő koronákat. Sok rendnek tulajdonított minden alap nélkül több száz éves költött múltat és rendjeleiket könyvében a saját elképzelése szerint díszes rendi láncokkal egészítette ki, melyeket a későbbi heraldikai művek is átvettek.
Krónikája tudósít a magyarok jelenlétéről is a tours-i ünnepségeken. Valószínűleg Favine műve szolgált forrásként Philip Massinger (1583 – 1640) angol drámaírónak The Picture (1630) című tragikomédiája megírása során, mely Mátyás király uralkodásának idején játszódik.

## Művei
- Favine, André: The theater of honour and knight-hood, or, A compendious chronicle and historie of the whole Christian world : containing the originall of all monarchies, kingdomes, and estates, with their emperours, kings, princes, and governours; …The first institution of armes, emblazons, kings, heralds, and pursuiuants of armes / written in French by Andrew Favine, Parisisn: …
- Másik címe: Compendious chronicle and historie of the whole Christian world London : nyomtatta William Iaggard, 1623.

Teljes címe:
- THE THEATER OF HONOUR AND KNIGHT-HOOD OR A COMPENDIOUS CHRONICLE AND HISTORIE OF THE WHOLE CHRISTIAN WORLD, Containing the originall of all Monarchies, Kingdomes, and estates, with their emperours, kings, princes, and governours; their beginnings, continuance, and successions, to this present time. The first institution of armes, emblazons, kings, heralds, and pursuivants of armes: with all the ancient and moderne military orders of knight-hood in every kingdome. Of duelloes or single combates, with their originall, lawes, and observations. Likewise of joustes, tourneyes, and tournaments, and orders belonging to them. Lastly of funerall pompe, for emperours, kings, princes, and meaner persons, with all the rites and ceremonies fitting for them. Written in French, by Andrew Favine, Parisian: and advocate in the High Court of Parliament. M.DC.XX

Franciául:
- Favine, André: Le livre des ordonnances des chevaliers de lordre du treschrestien roy de France Loys XI. alhonneur de saint Michel. Párizs, 1664. [92 lap] ; 18 cm. Ez a kiadás a Párizsban 1512-ben nyomtatott példányon alapul  Egybekötve: Traictes / Favine, André.

Művei a British Library katalógusában:
- FAVYN, André, Histoire de Navarre; contenant l’origine, les vies, et conquestes de ses Rois, depuis leur commencement, jusques à present (1610). Ensemble ce qui c’est passé de plus remarquable durant leurs règnes en France, Espagne, et ailleurs. Paris, 1612.

- FAVYN, André, Le Théâtre d’honneur et de Chevalerie: ou, l’histoire des ordres militaires des Roys et Princes de la Chrestienté, et leur généalogie. De l’institution des armes et blazons; roys, heraulds, et poursuivant d’armes; duels, joustes et tournois, etc. Paris, 1620.

- FAVYN, André, The Theater of Honour and Knighthood; or, a compendious chronicle and historie of the whole Christian world, etc. [Translated from the French.] 2 tom. W. Jaggard: London, 1623.

- FAVYN, André, Traictez des premiers officiers de la Couronne de France, soulz noz Roys de la première, seconde & troisiesme lignée. Paris, 1613.